# Metec-TKH Continental Cyclingteam/Saison 2014
Dieser Artikel listet Erfolge und Fahrer des Metec-TKH Continental Cyclingteams in der Saison 2014 auf.

## Erfolge

### Erfolge in der UCI Europe Tour
In den Rennen der Saison 2014 der UCI Europe Tour gelangen die nachstehenden Erfolge.
| Datum             | Rennen                             | Kat. | Sieger         |
| ----------------- | ---------------------------------- | ---- | -------------- |
| 30. Mai           | 3. Etappe Tour de Gironde          | 2.2  | Remco te Brake |
| 29. Mai – 1. Juni | Gesamtwertung Tour de Gironde      | 2.2  | Remco te Brake |
| 3. Juni           | 1. Etappe Slowakei-Rundfahrt (MZF) | 2.2  | Metec-TKH      |
| 17. Juli          | 1. Etappe Czech Cycling Tour (MZF) | 2.2  | Metec-TKH      |

## Abgänge – Zugänge
| Zugänge             | Team 2013            | Abgänge         | Team 2014            |
| ------------------- | -------------------- | --------------- | -------------------- |
| Johim Ariesen       | Cyclingteam Jo Piels | Dex Groen       | Cyclingteam de Rijke |
| Bram de Kort        | Cyclingteam Jo Piels | Elmar Reinders  | Cyclingteam Jo Piels |
| Jarno Gmelich       | AVC Aix-en-Provence  | Joey van Rhee   | Cyclingteam Jo Piels |
| Niels Goeree        | Neoprofi             | Adrie Lindeman  | Koga Cycling Team    |
| Stef Krul           | Neoprofi             | Jurrien Bosters | WV de Jonge Renner   |
| Sjoerd van Ginneken | Neoprofi             | Luc Hagenaars   | Karriereende         |
| Jelle Wolsink       | Neoprofi             | Jeff Vermeulen  | Unbekannt            |

## Mannschaft
| Name                | Geburtstag        | Nationalität |
| ------------------- | ----------------- | ------------ |
| Johim Ariesen       | 16. März 1988     | Niederlande  |
| Jesper Asselman     | 12. März 1990     | Niederlande  |
| Dennis Bakker       | 4. November 1993  | Niederlande  |
| Remco te Brake      | 29. November 1988 | Niederlande  |
| Tijmen Eising       | 27. März 1991     | Niederlande  |
| Sjoerd van Ginneken | 6. November 1992  | Niederlande  |
| Jarno Gmelich       | 21. Juni 1989     | Niederlande  |
| Niels Goeree        | 17. Januar 1995   | Niederlande  |
| Brian van Goethem   | 16. April 1991    | Niederlande  |
| Dries Hollanders    | 31. Juli 1986     | Belgien      |
| Peter Koning        | 3. Dezember 1990  | Niederlande  |
| Bram de Kort        | 7. Juni 1991      | Niederlande  |
| Stef Krul           | 15. Juli 1995     | Niederlande  |
| Oscar Riesebeek     | 23. Dezember 1992 | Niederlande  |
| Dennis Smit         | 18. Februar 1981  | Niederlande  |
| Jelle Wolsink       | 11. November 1995 | Niederlande  |